# 仏龕

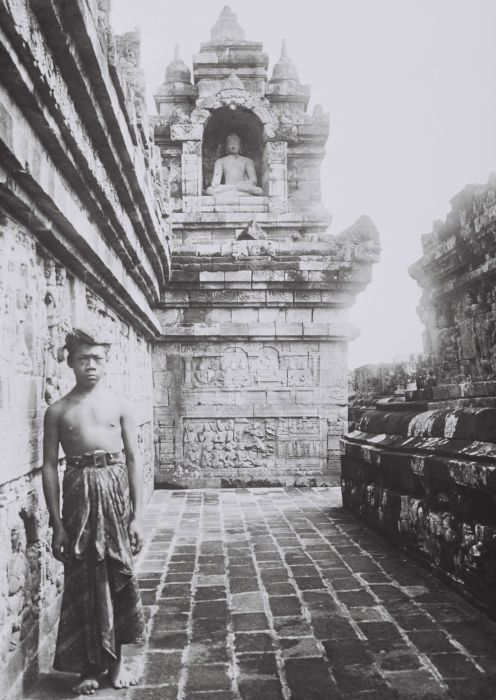
正面上に仏像が安置された仏龕が見える（ボロブドゥール遺跡）

仏龕（ぶつがん）とは仏像や経文を安置するために壁面や塔内に設けられた小室、あるいは屋内に安置するための容器。
石窟寺院などで壁面をうがち、そこに仏像を安置したものが典型であるが、バーミヤン石窟のように仏像そのものが崖壁から削り出されたものもある。仏塔に仏像安置のための小さいスペースが設けられることがあり、それも仏龕という。
仏龕から発展して、屋内に仏像安置のための容器が使用されるようになり、これは「厨子」（ずし）と呼ばれる。
さらに携帯出来るように、観音開きの扉を備えた小型の仏龕も存在し、枕本尊とも呼ばれる。高野山金剛峯寺には空海入唐時に持ち帰ったという「諸尊仏龕」（国宝）が残っている。これは高さ20cm程の白檀材を前後に切り分け、前部分を2つに割って扉としたもので、前面を左右に開くと内部に彫刻された諸仏諸菩薩が現れるものである。

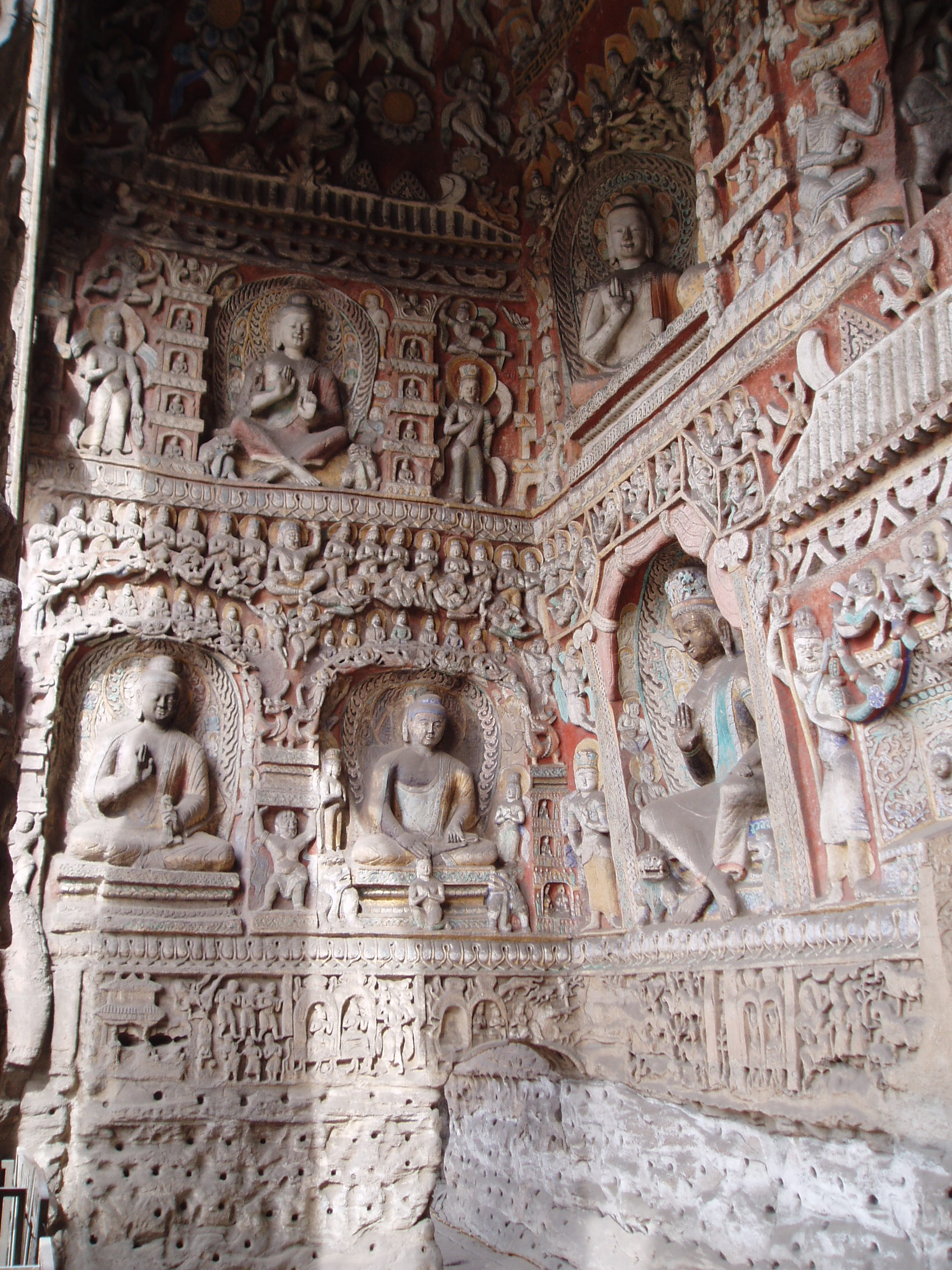
雲岡石窟の仏龕
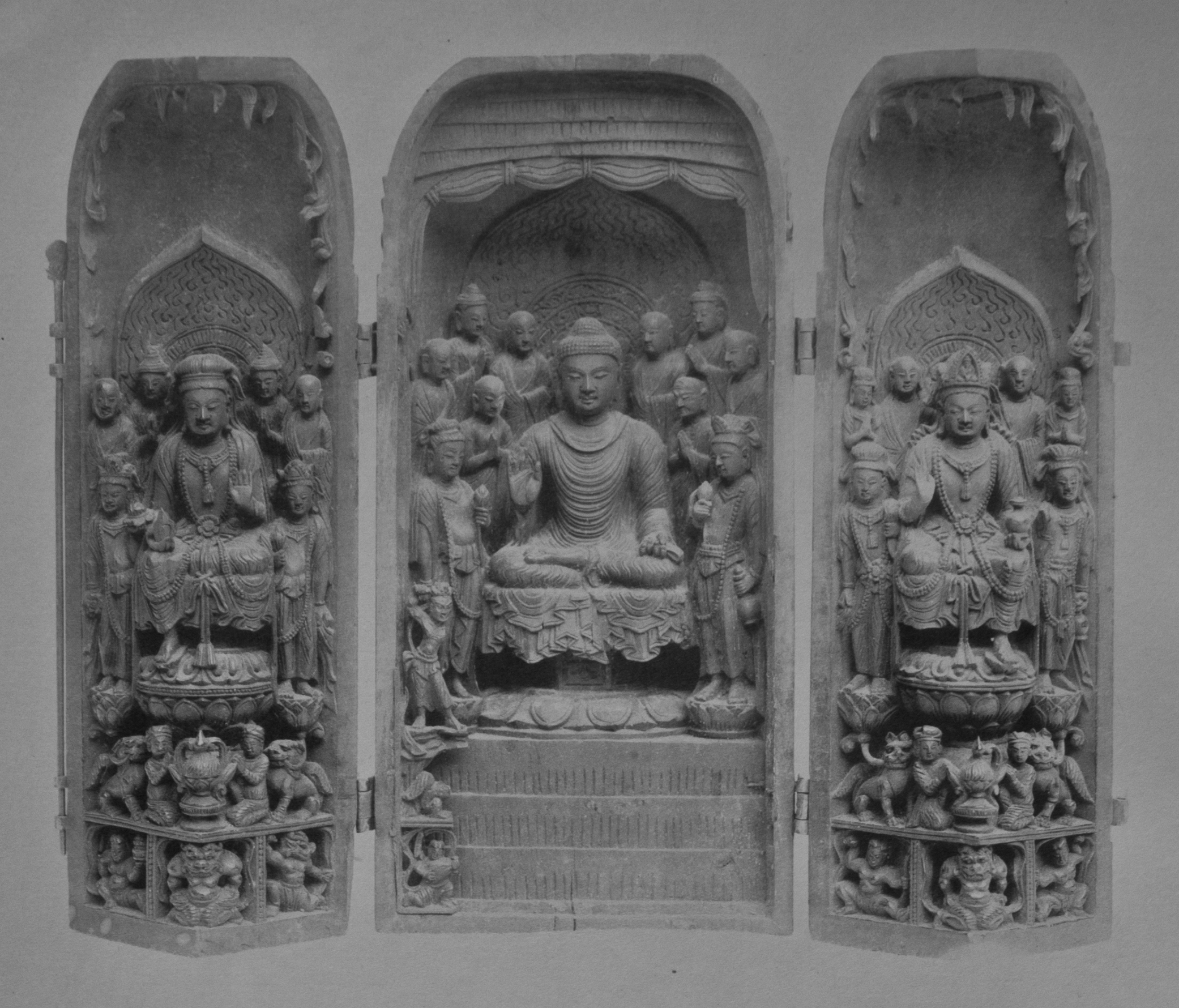
諸尊仏龕（金剛峯寺）